# (9769) Nautilus
(9769) Nautilus ist ein Asteroid des inneren Hauptgürtels, der am 24. Februar 1993 von den japanischen Astronomen Akira Natori und Takeshi Urata an der JCPM Yakiimo Station in Shimizu, Präfektur Shizuoka (IAU-Code 885) entdeckt wurde.
Der mittlere Durchmesser des Asteroiden wurde mit 2,839 km (±0,132) berechnet, die Albedo mit 0,458 (±0,074).
Nach der SMASS-Klassifikation (Small Main-Belt Asteroid Spectroscopic Survey) wurde bei einer spektroskopischen Untersuchung von Gianluca Masi, Sergio Foglia und Richard P. Binzel bei (6769) Nautilus von einer hellen Oberfläche ausgegangen, es könnte sich also, grob gesehen, um einen S-Asteroiden handeln. Tatsächlich weist die Albedo von 0,458 (±0,074) auf eine helle Oberfläche hin.
Der Asteroid wurde am 28. September 1999 nach drei U-Booten mit dem Namen Nautilus benannt: einem von Robert Fulton konstruierten Unterseeboot aus dem Jahre 1800 (siehe Nautilus (U-Boot, 1800)), einem von Jules Verne im Roman 20.000 Meilen unter dem Meer 1869 zum ersten Mal erwähnten U-Boot (siehe Nautilus (Jules Verne)) sowie der Nautilus, dem ersten Atom-U-Boot.
Nautilus Rupes, eine Rupes auf dem Merkur, ist 2013 hingegen nach dem Forschungsschiff Nautilus (gebaut 1967, umbenannt 2009) benannt worden.